# Embraer EMB-312 Tucano
El Embraer EMB-312 Tucano (‘tucán’ en portugués) es un avión de combate a turbohélice de alas en tándem diseñado para el ataque a tierra, contrainsurgencia y entrenamiento básico de pilotos, provisto de modernos equipos de aviónica y sistemas de armas diseñado y fabricado en Brasil. El trabajo de diseño y desarrollo comenzó en 1979 en un nuevo entrenador básico de bajo costo, relativamente simple y con características innovadoras que finalmente se convirtió en el estándar internacional para aviones de entrenamiento básico. El prototipo voló por primera vez en 1980 y las primeras unidades producidas fueron suministradas en 1983. La serie de aviones Tucano fue uno de los primeros éxitos internacionales de la Embraer, con 600 unidades producidas. Una variante mejorada fue producida bajo licencia en el Reino Unido para la Real Fuerza Aérea Británica como el Short Tucano.

## Desarrollo
En enero de 1978 la empresa estatal Embraer inició el diseño de un nuevo avión de entrenamiento básico para la Fuerza Aérea Brasileña, a cargo de un equipo de diseño dirigido por el ingeniero Joseph Kovacs. El 6 de diciembre de 1978, el Ministerio de Aeronáutica brasileño firmó un contrato con la compañía por dos prototipos y dos células estáticas de ensayo. El tipo, designado EMB-312 por la compañía y conocido por la FAB, recibió el nombre de Tucano el 23 de octubre de 1981. El primer prototipo voló el 16 de agosto de 1980 y el segundo el 10 de diciembre de 1980.
El EMB-312 es denominado T-27 en la Fuerza Aérea Brasileña. Es el avión acrobático empleado por la Esquadrilha da Fumaça (Escuadrón de Humo en portugués). La FAB compró 133 aviones AT-27 (versión de ataque ligero).
El mejorado EMB-312H Super Tucano perdió el concurso Joint Primary Aircraft Training System (J-PATS) organizado por la Fuerza Aérea de los Estados Unidos durante los años 1990. De los siete diseños participantes, el ganador fue el de Raytheon y Pilatus, que fue denominado T-6 Texan II. La Embraer trabajó con la Northrop, la cual se fusionó con la Grumman durante el concurso y dio origen a la Northrop Grumman. El diseño del EMB-312H sirvió más tarde como punto de partida para el EMB-314, apodado ALX y adoptado por la Fuerza Aérea Brasileña como A-29.

## Componentes

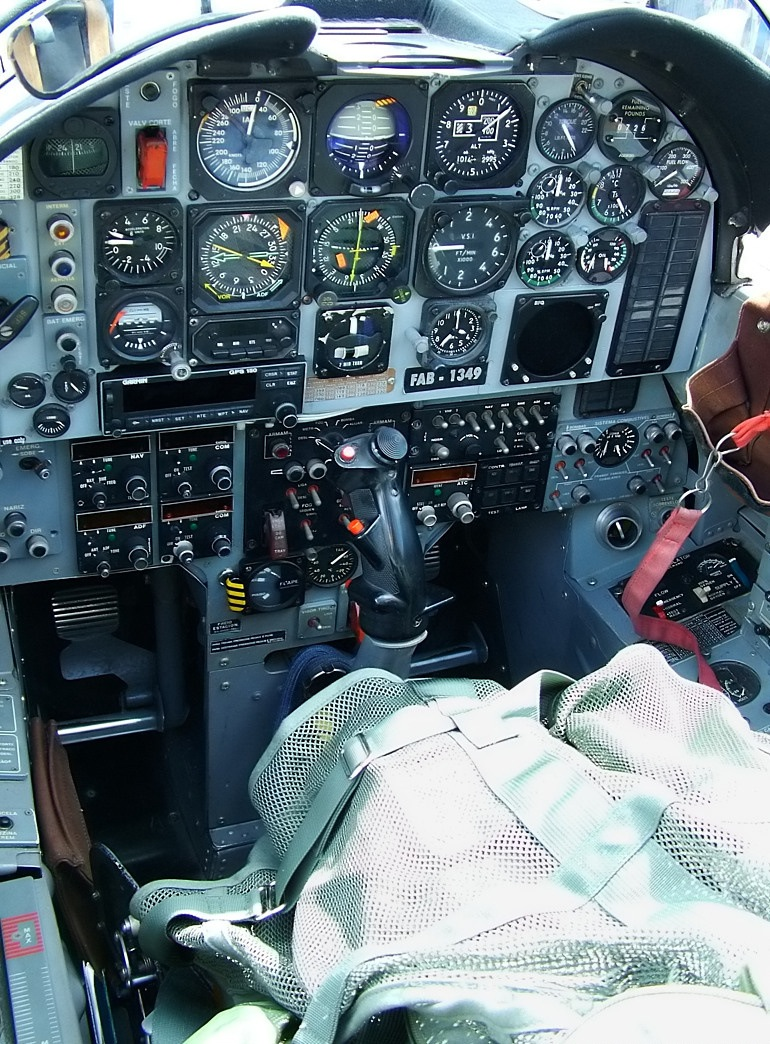
Cabina brasileña en 2005

Alemania -  Argentina -  Bélgica -  Brasil -  Canadá -  Estados Unidos -  Reino Unido

### Electrónica
| Sistema                                                | País                      | Fabricante             | Notas                             |
| ------------------------------------------------------ | ------------------------- | ---------------------- | --------------------------------- |
| Sensor meteorológico (opción, Argentina)               | Bandera de Estados Unidos | L3Harris               | Modelo WX-500 Stormscope          |
| ACAS (opción, Argentina)                               | Bandera de Estados Unidos | Garmin                 | Modelo GTS-825                    |
| Navegador/radio táctil (opción, Argentina)             | Bandera de Estados Unidos | Garmin                 | Modelo GTN 650H Xi                |
| INS (opción, Argentina)                                | Bandera de Estados Unidos | Garmin                 | Modelo GRS-7800                   |
| Pantalla táctil de instrumentación (opción, Argentina) | Bandera de Estados Unidos | Garmin                 | Modelo G600 TXi                   |
| Transpondedor ADS-B (opción, Argentina)                | Bandera de Estados Unidos | Garmin                 | Modelo GTX-345R                   |
| Luces de panel (opción, Argentina)                     | Bandera de Estados Unidos | Applied Avionics, Inc. |                                   |
| Luces de navegación (opción, Argentina)                | Bandera de Estados Unidos | Aveo Engineering       |                                   |
| Sistema de audio (opción, Argentina)                   | Bandera de Alemania       | Becker Avionics        | Modelo AMU6500                    |
| Sistema de escape                                      | Bandera del Reino Unido   | Martin-Baker           | Asiento eyectable modelo Mk.BR8LC |

### Armamento

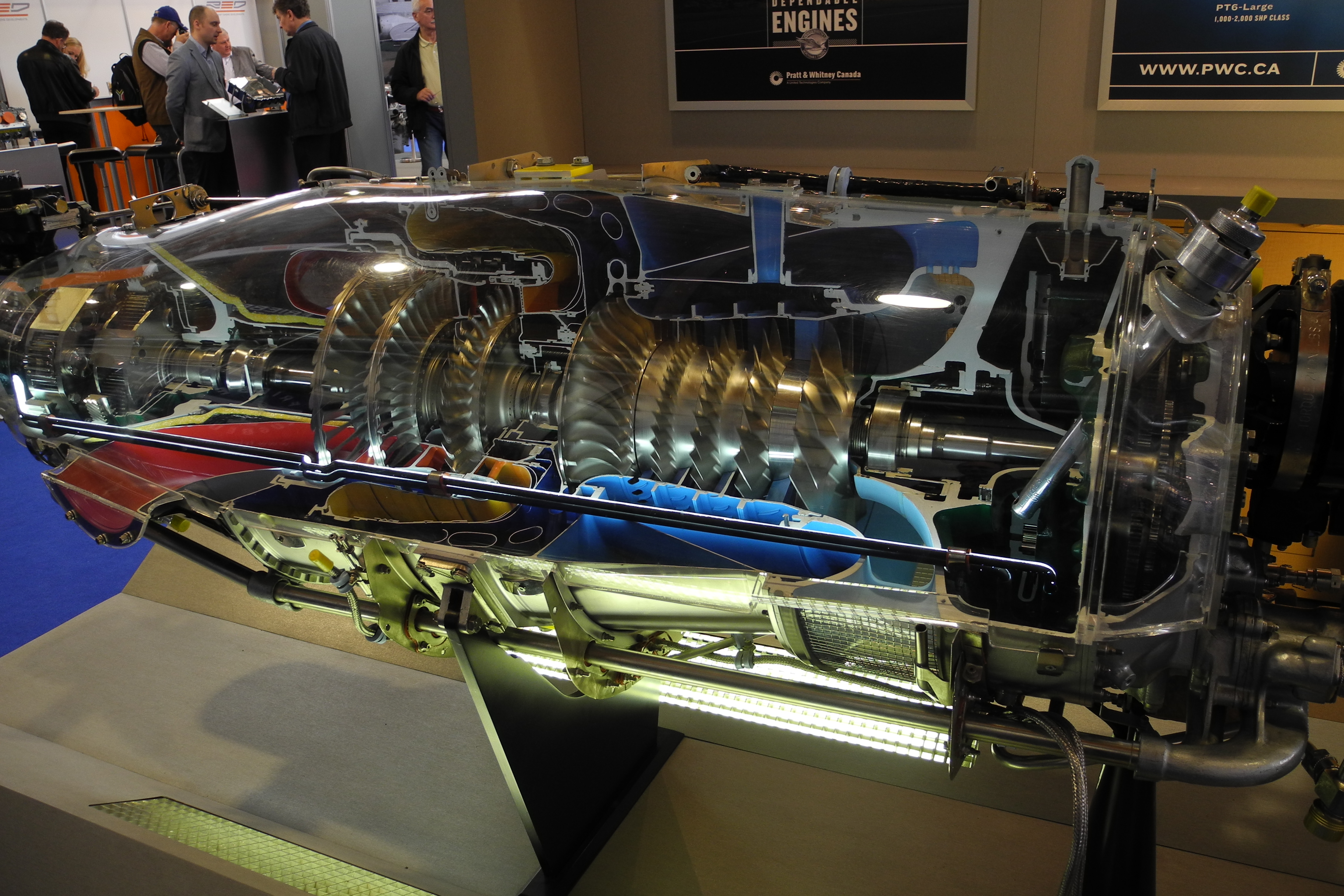
PT6

| Sistema                                        | País                      | Fabricante                                   | Notas                                                         |
| ---------------------------------------------- | ------------------------- | -------------------------------------------- | ------------------------------------------------------------- |
| Contenedor de ametralladora (opción)           | Bandera de Bélgica        | FN Herstal                                   | FN C-2 con ametralladora de 7,62mm                            |
| Contenedor de ametralladora (opción)           | Bandera de Bélgica        | FN Herstal                                   | 2 ametralladoras MAG 58P de 7,62mm cada uno                   |
| Contenedor de ametralladora (opción)           | Bandera de Bélgica        | FN Herstal                                   | FN HMP con ametralladora de 12,7mm                            |
| Contenedor de ametralladora y cohetes (opción) | Bandera de Bélgica        | FN Herstal                                   | RMP LC con ametralladora M3P de 12,7mm y 4 lanzadores de 70mm |
| Cohete aire-tierra SBAT 37 de 37mm             | Bandera de Brasil         | AVIBRAS                                      |                                                               |
| Cohete aire-tierra Áspid de 57mm               | Bandera de Argentina      | Dirección General de Fabricaciones Militares |                                                               |
| Cohete aire-tierra SBAT 70 de 70mm             | Bandera de Brasil         | AVIBRAS                                      |                                                               |
| Cohete aire-tierra HVAR de 127mm               | Bandera de Estados Unidos |                                              |                                                               |
| Bomba Mark 81                                  | Bandera de Estados Unidos | General Dynamics                             |                                                               |
| Bomba Mark 82                                  | Bandera de Estados Unidos | General Dynamics                             |                                                               |

### Propulsión
| Sistema | País              | Fabricante             | Notas        |
| ------- | ----------------- | ---------------------- | ------------ |
| Motor   | Bandera de Canadá | Pratt & Whitney Canada | 1 × PT6A-25C |

## Variantes
- EMB-312 — modelo estándar.

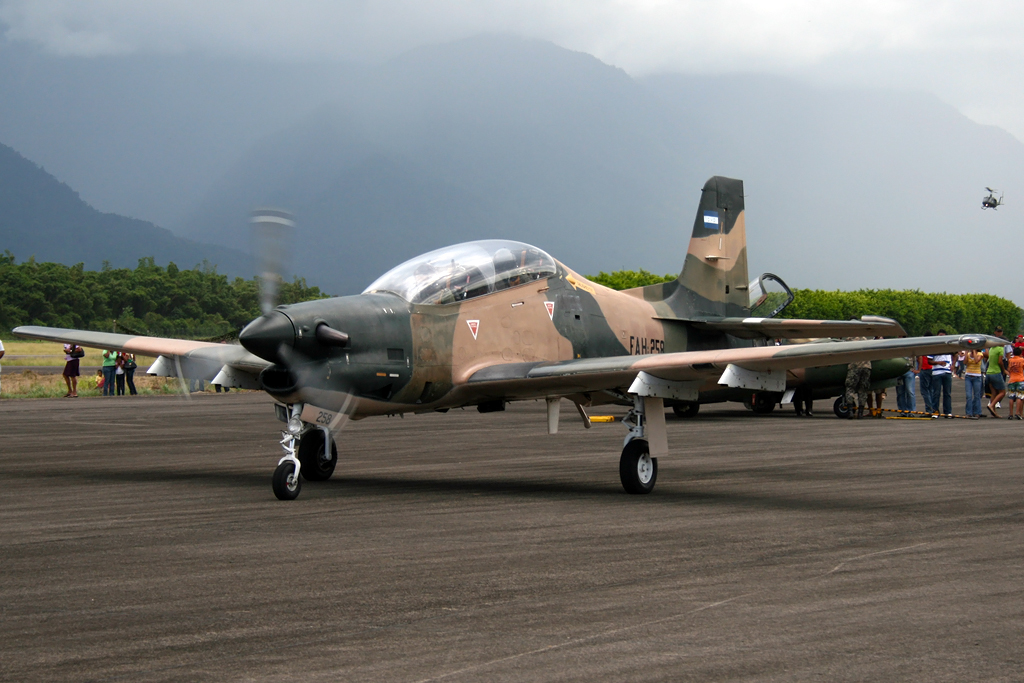
T-27 de Honduras.

- T-27 — entrenador básico biplaza de la Fuerza Aérea Brasileña.
- AT-27 — versión biplaza ligera de ataque de la Fuerza Aérea Brasileña.
- EMB-312F — 50 unidades vendidas a Francia y equipadas con aviónica francesa.
- Short Tucano — 130 aviones para la RAF, más 12 para Kenia y 16 para Kuwait con un motor distinto y más potente, así como aviónica a pedido.

- EMB-312H — Prototipo desarrollado por Embraer junto a la Northrop para el concurso Joint Primary Aircraft Training System (JPATS) de la Fuerza Aérea Estadounidense para seleccionar un entrenador avanzado, del cual derivó el Embraer EMB 314 Super Tucano (ALX), que se encuentra en producción para la FAB.
- AT-27M   — Versión de entrenamiento con capacidades de ataque ligero para la Fuerza Aérea de Colombia[6]

## Historia operativa

### Venezuela

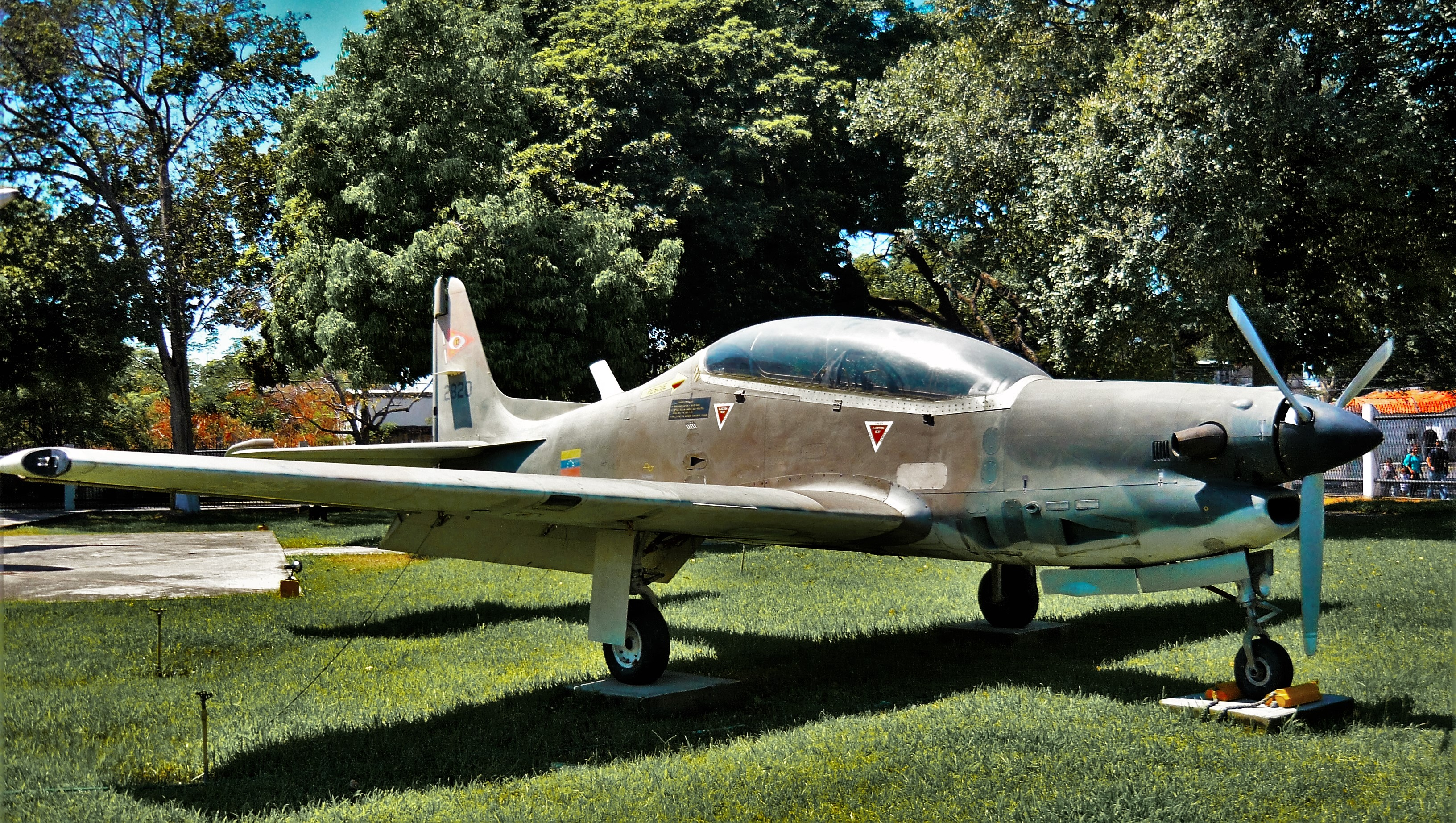
Tucano AT-27 en el Museo Aeronáutico de Maracay

En 1986 la Fuerza Aérea Venezolana se convirtió en operadora de la aeronave Embraer EMB-312 AT/T-27 Tucano (un total de 32); los Tucanos Venezolanos compuestos por dos versiones el: T-27 de entrenamiento (20 unidades) y el: AT-27 de apoyo táctico (12 unidades), estos medios fueron adscritos al Escuadrón de Entrenamiento No.142 /Grupo 14 y al Escuadrón de Operaciones Especiales No.152/Grupo 15. En 1991 los AT-27 son transferidos al Grupo Aéreo de Entrenamiento Táctico No.13. En la actualidad toda la flota vuela en el Grupo de Entrenamiento Aéreo N°14. Los Tucanos de la aviación Militar de Venezuela portan combinaciones de armamento compuestas por Pod FN HMP de ametralladora de 12,7 mm, con 250 proyectiles; bombas Mk.81 de 113 kg., bombas Mk.82 de 227 kg.; bombas bengalas Natak; bombas de práctica BDU-33 y lanzacohetes de 70 mm. Los aviones estuvieron envueltos en los sucesos acaecidos durante el año 1992, siendo utilizados por el bando golpista para bombardear posiciones gubernamentales en Caracas. Igualmente el gobierno venezolano denunció el 12 de febrero de 2015 un golpe de Estado de la oposición en el que se usaría un Tucano para bombardear objetivos tácticos en Caracas.

### Perú
La Fuerza Aérea del Perú empleó el AT-27 en misiones de bombardeo nocturno durante la guerra del Cenepa de 1995.

### Operaciones antidroga
Este avión, junto al Cessna A-37 Dragonfly, ha sido ampliamente utilizado para operaciones antidroga en América Central y América del Sur.

## Operadores

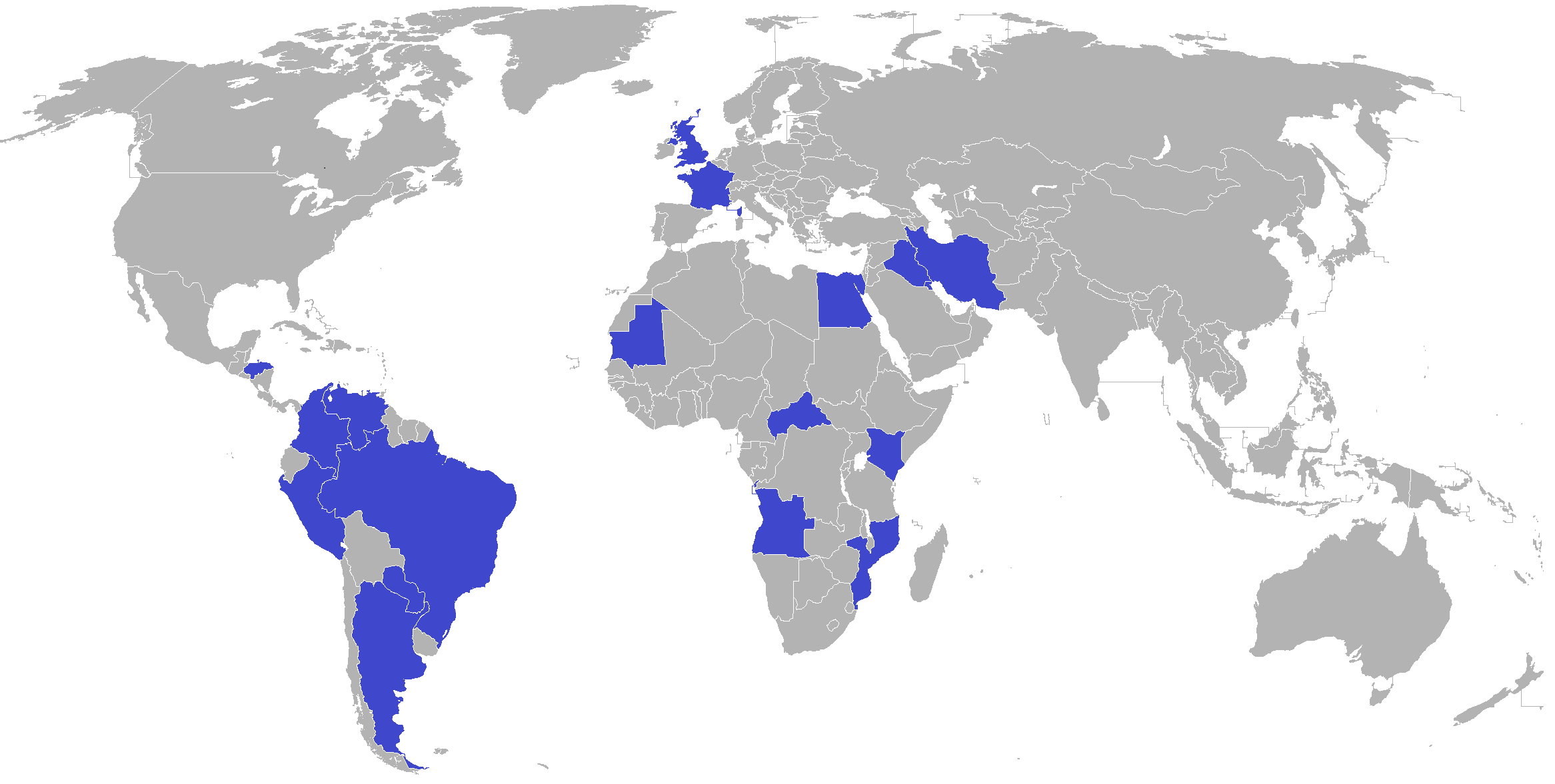
Países operadores del avión Embraer EMB-312 Tucano

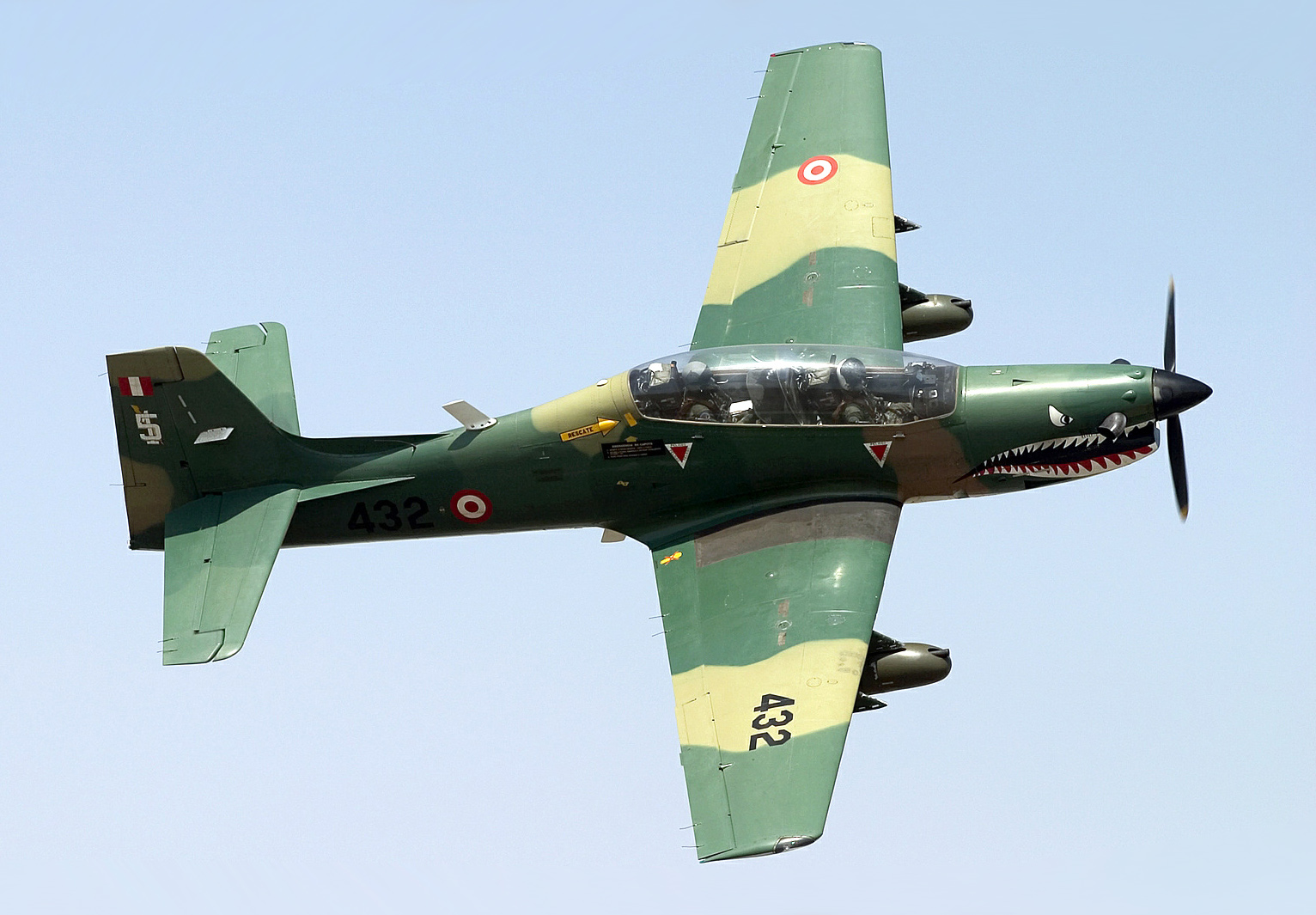
Embraer T-27 de la Fuerza Aérea del Perú.

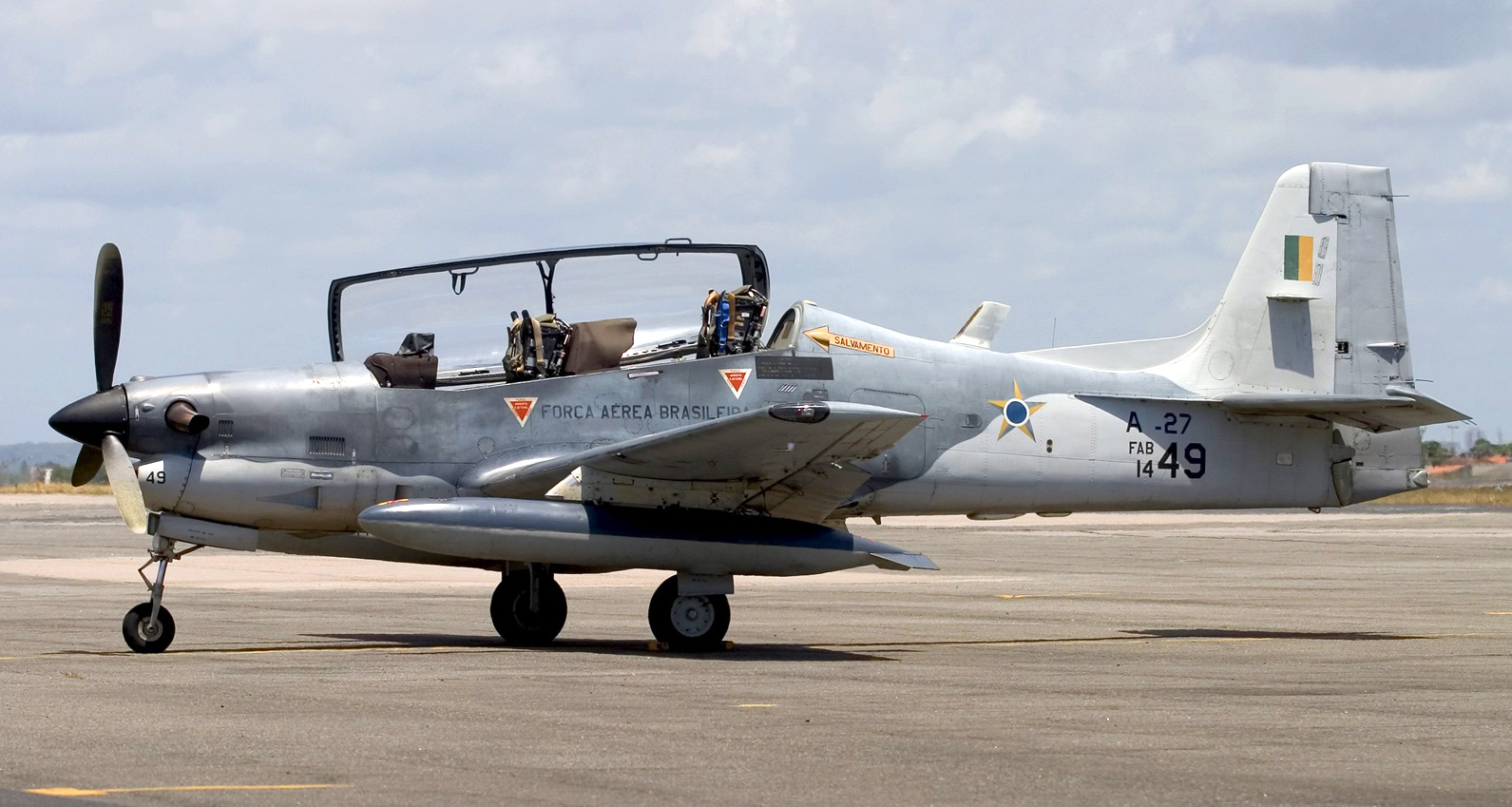
AT-27 de la Fuerza Aérea Brasileña

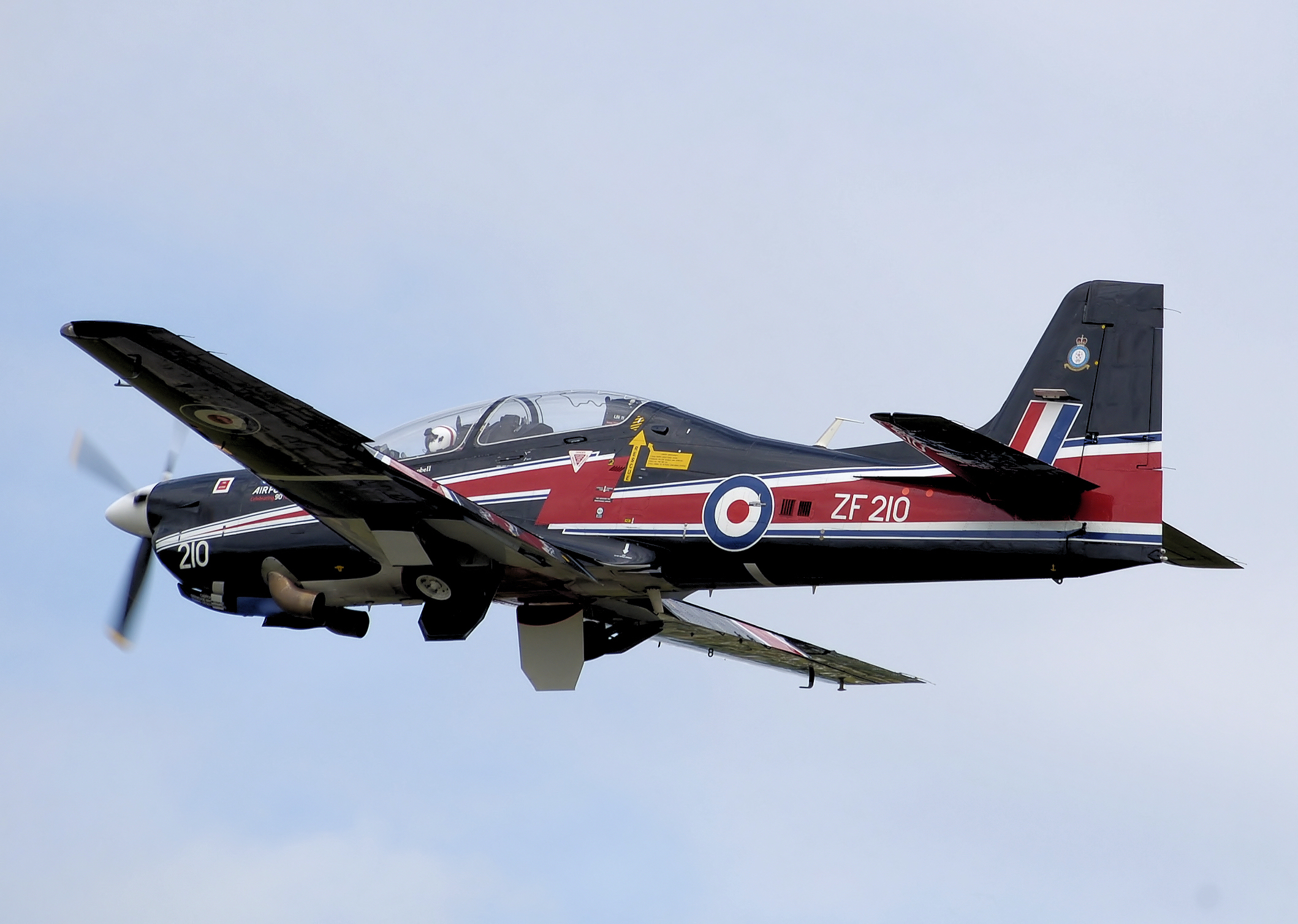
Short Tucano de la Real Fuerza Aérea Británica

- Fuerza Aérea Nacional de Angola — 14 aviones, incluyendo 6 comprados a Perú
- Fuerza Aérea Argentina — 32[11] aviones entregados y actualmente 14 en servicio. Actualmente en proceso de modernización por la empresa local REDIMEC.[12]
- Brasil Fuerza Aérea Brasileña — 100 en servicio.
- Fuerza Aérea Colombiana — 14 aviones (modernizados localmente por la CIAC a estándar AT-27M).
- Fuerza Aérea Egipcia — 54, de los cuales 40 han sido fabricados bajo licencia por Helwan.
- Fuerza Aérea Hondureña — 9 aviones en servicio (Originalmente 12 aviones, 3 perdidos en accidentes).
- Fuerza Aérea de la República Islámica de Irán — 25 aviones, 15 en servicio.
- Fuerza Aérea Iraquí — 80 aviones fabricados bajo licencia por Helwan.
- Fuerza Aérea Mauritania — 5 EMB-312F.
- Fuerza Aérea de Mozambique — 3 aviones donados por Brasil.
- Fuerza Aérea Paraguaya — 9 aviones
- Fuerza Aérea del Perú — 30 aviones (seis de ellos revendidos a Angola)
- Aviación Militar Bolivariana — 32 aviones

### Ex operadores
- Ejército del Aire francés — 50 EMB 312F Tucano entregados desde 1995, 20 en servicio en 2007, retiro en 2009. El acuerdo con Brasil fue una compensación por 36 AS365 Panther y 16 AS350 Ecureuil comprados por el ejército brasileño y otros 30 (finalmente 20) Ardilla para la Armada brasileña. El 22 de julio de 2009, solo 15 años después de su entrada en servicio, fueron reemplazados por Grob G 120A de fabricación alemana[13] cuando los aviones solo habían comenzado el segundo tercio de su potencial.[14]
- Real Fuerza Aérea Británica — Short Tucano

## Características técnicas (EMB 312 estándar)
Según Jane's Aircraft Recognition Guide, Fifth Edition.
- Planta motriz: Pratt & Whitney Canada PT6 A-25C de 750 cv, estabilizado a 585 cv
- Hélice: Tripala
- Velocidad máxima: 448 km/h  [242 kn]
- Velocidad de crucero: 319 km/h  [172 kn]
- Altitud máxima: 9144 m  [30.000 ft]
- Alcance máximo: 2055 km  [1277 millas]
- Envergadura: 11.14 m
- Largo: 9.89 m
- Peso: 1810 kg
- Peso máximo al despegar: 3175 kg
- Armamento: 4 pilones de anclaje bajo las alas para transportar contenedores de ametralladoras calibre 12,7 mm, cohetes y bombas.

### Desarrollos relacionados
- Short Tucano
- Embraer EMB 314 Super Tucano

### Aeronaves similares
- IA-100
- TAI Hürkuş
- T-90 Calima
- Pilatus PC-7
- Pilatus PC-9
- KAI KT-1
- PZL-130 Orlik
- T-6 Texan II